# Yan England
Yan England-Girard (Mont-Saint-Hilaire, 8 de dezembro de 1981) é um ator, apresentador, roteirista e cineastra canadense.

## Biografia
Nascido em Mont-Saint-Hilaire em 8 de dezembro de 1981, Yan England iniciou sua carreira na televisão aos oito anos, no programa Watatatow, onde desempenhou o papel de Einstein por um período de 13 anos. Paralelamente, coapresentou o programa Les Débrouillards ao lado de Gregory Charles e Karine Vanasse. Posteriormente, obteve diversos papéis em programas televisivos como Ramdam, Ent'Cadieux, Providence, Minuit, le soir, Yamaska e Trauma. Passou cinco anos em Los Angeles, nos Estados Unidos, aprimorando suas habilidades como ator. Após seu retorno, integrou o elenco da série Une grenade avec ça? e apresentou o programa Fan Club na emissora Vrak.
Em 2010, Yan England apresentou o programa KARV, l'anti.gala, em parceria com Chéli Sauvé-Castonguay, também na mesma emissora. No decorrer do ano seguinte, dirigiu o curta-metragem Henry, financiado com recursos próprios, o qual lhe rendeu uma indicação ao Óscar na categoria de "Melhor Curta-Metragem". Em 2016, escreveu e dirigiu seu primeiro longa-metragem, intitulado 1:54, estrelado por Antoine Olivier Pilon e Sophie Nélisse.